# Cyclohexan
Cyclohexan là phân tử hợp chất hữu cơ với công thức phân tử C6H12 (phân tử gam = 84,18g/mol) bao gồm 6 nguyên tử cacbon liên kết với nhau để tạo ra mạch vòng, với mỗi nguyên tử cacbon liên kết với 2 nguyên tử hiđrô.
Do sự cần thiết cố hữu của cặp lai quỹ đạo sp³ (và do đó các liên kết C-H) trên cacbon hóa trị bốn để đạt được 109,5°, cyclohexan có cấu trúc phân tử của vòng cacbon không phải là phẳng. Tồn tại cyclohexan hình ghế và hình xoắn với cấu hình hình ghế là ổn định nhất với sức căng gần như là tự do (các góc 111,5° cho liên kết C-C-C). Odd Hassel đã nhận được giải Nobel hóa học cho các công trình nghiên cứu về cấu hình của cyclohexan.
Trong cấu hình ghế với năng lượng thấp nhất, một nửa trong số 12 nguyên tử hiđrô là ở các vị trí trục, có nghĩa là các liên kết C-H của chúng là song song và biểu hiện ở dạng cắm xuống dưới hay lên trên của vòng, nửa còn lại (6 nguyên tử hiđrô) nằm ở các vị trí xích đạo; có nghĩa là chúng bị xiên ngang sang hai bên. Cyclohexan có thể tồn tại trong các cấu hình hình bán ghế, hình xoắn hay hình thuyền. Chỉ có cấu hình xoắn là có thể cô lập - do giống như dạng hình ghế - nó thể hiện mức tối thiểu về năng lượng, mặc dù vẫn còn cao hơn mức năng lượng của dạng hình ghế do sự tăng của sức căng xoắn khi so sánh với dạng hình ghế. Dạng hình thuyền và bán ghế là các trạng thái chuyển tiếp giữa các dạng xoắn và giữa dạng xoắn với dạng hình ghế, và không thể cô lập được.
Trong dạng hình ghế, một tiến trình gọi là xấp ngửa vòng có thể xảy ra, và nó dẫn tới sự thay đổi vị trí của các nguyên tử hiđrô phía trên của trục với các nguyên tử hiđrô phía trên của xích đạo. Tuy nhiên, hướng tương đối của các nguyên tử hiđrô đối với vòng vẫn được duy trì, vì thế các nguyên tử hiđrô ở phía trên của trục, khi bị làm xấp ngửa, vẫn duy trì như là các nguyên tử hiđrô ở phía trên của xích đạo.
Trong khoảng cách gần xung quanh vòng, có thể thấy là các vị trí phía trên của trục xen kẽ với các vị trí phía trên của xích đạo, vì thế trans-1,2-cyclohexan, các thay thế phải hoặc là cả hai đều là trục hay cả hai đều là xích đạo để duy trì trên các hướng khác nhau của vòng. Tương tự, đối với cis-1,2-cyclohexan, sự thay thế ở 1 phải là xích đạo và 2 là thay thế trục, hoặc ngược lại. Mỗi cấu hình sẽ có khác biệt về sự ổn định của chúng, phụ thuộc vào sự xác định của mỗi nhóm chức. Nói chung, các thay thế là ổn định hơn khi trong vị trí quỹ đạo, do trong trưoiừng hợp này không có tương tác lưỡng trục 1,3 giữa nhóm thay thế trục và bất kỳ nhóm trục nào khác của vòng. Ví dụ, nếu có nhóm mêtyl trên cacbon 1 ở vị trí trục, nó sẽ tương tác với hiđrô trên trục ở các vị trí của cacbon 3 và 5.

## Ứng dụng
Từ cyclohexan, người ta sản xuất "dầu KA", thứ hỗn hợp gồm cyclohexanol, cyclohexanone bằng cách oxy hoá không hoàn toàn cyclohexan với xúc tác cobalt:
2C6H12 + O2 (to)→ 2C6H11OH
Trong quá trình này, cũng có cả cyclohexanone. Sau đó, hỗn hợp trên được dùng để sản xuất nilon-6,6.